# Сельское хозяйство Австралии
Сельское хозяйство — одна из основных отраслей экономики Австралии. Доля сельского хозяйства в ВВП Австралии — 12 %, объём валовой добавленной стоимости в сельском хозяйстве и скотоводстве — более AU$ 155 млрд. 61 % площади страны покрывают 135,996 фермерских и животноводческих хозяйств, сочетая орошаемые земли с богарными полями.

## Регионы
- пустынные зоны характеризуются малым количеством осадков и менее плодородной почвой, используются для выпаса крупного рогатого скота.[2]

## Основные виды сельскохозяйственной деятельности
В Австралии высок процент первичного производства как для экспорта, так и для внутреннего потребления. В таблице приведены десять наиболее доходных продуктов сельского хозяйства*:
| Commodity         | 2001-02 | 2002-03 | 2003-04 | 2004-05 | 2005-06 | 2006-07 |
| ----------------- | ------- | ------- | ------- | ------- | ------- | ------- |
| Говядина          | 6,617   | 5,849   | 6,345   | 7,331   | 7,082   | 6,517   |
| Пшеница           | 6,356   | 2,692   | 5,636   | 4,320   | 5,905   | 6,026   |
| Молоко            | 3,717   | 2,795   | 2,808   | 3,194   | 3,268   | 3,245   |
| Фрукты и орехи    | 2,333   | 2,408   | 2,350   | 2,640   | 2,795   | 2,915   |
| Овощи             | 2,269   | 2,126   | 2,356   | 2,490   | 2,601   | 2,715   |
| Шерсть            | 2,713   | 3,318   | 2,397   | 2,196   | 2,187   | 2,138   |
| Ячмень            | 1,725   | 984     | 1,750   | 1,240   | 1,744   | 1,624   |
| Птица             | 1,175   | 1,273   | 1,264   | 1,358   | 1,416   | 1,461   |
| Баранина          | 1,181   | 1,161   | 1,318   | 1,327   | 1,425   | 1,348   |
| Сахарный тростник | 989     | 1,019   | 854     | 968     | 1,037   | 1,208   |

* суммы указаны в AU$ млн.

### Растениеводство
Зерновые, масличные и бобовые культуры в Австралии выращиваются в больших масштабах как для потребления человеком, так и в качестве корма для скота. Доля площадей для выращивания пшеницы является одной из наибольших в мире по площади. Также важной для австралийской экономики культурой является сахарный тростник. В таблице приведены наиболее культивируемые в Австралии продукты растениеводства*:
| Культура     | Новый Южный Уэльс | Виктория | Квинсленд | Западная Австралия | Южная Австралия | Тасмания | Всего |
| ------------ | ----------------- | -------- | --------- | ------------------ | --------------- | -------- | ----- |
| Пшеница      | 6714              | 2173     | 1301      | 6959               | 3382            | 23       | 20552 |
| Ячмень       | 1070              | 1173     | 202       | 1511               | 2000            | 25       | 5981  |
| Сорго        | 739               | 3        | 1140      | 3                  | 0               | 0        | 1885  |
| Хлопок       | 663               | 0        | 1140      | 3                  | 0               | 0        | 1806  |
| Канола       | 637               | 312      | 1         | 530                | 225             | 1        | 1706  |
| Овёс         | 360               | 420      | 7         | 588                | 137             | 8        | 1520  |
| Люпин        | 140               | 30       | 0         | 1050               | 103             | 0        | 1323  |
| Горох        | 20                | 166      | 0         | 47                 | 190             | 1        | 424   |
| Кукуруза     | 190               | 8        | 171       | 6                  | 0               | 0        | 375   |
| Нут          | 86                | 20       | 56        | 29                 | 5               | 0        | 196   |
| Чечевица     | 2                 | 68       | 0         | 2                  | 56              | 0        | 128   |
| Бобы         | 42                | 68       | 1         | 0                  | 14              | 0        | 125   |
| Подсолнечник | 46                | 0        | 65        | 0                  | 0               | 1        | 112   |

* количество указано в килотоннах

### Овощеводство
Австралия производит большое количество фруктов, орехов и овощей. Более 300 тонн продукции составляют апельсины, яблоки, бананы, каштаны, картофель, морковь и томаты. Штат Квинсленд и Северная территория являются поставщиками манго и ананасов.
Австралия — одна из немногих стран, которая занимается выращиванием опиумного мака для фармацевтических целей. Производство на острове Тасмания находится под строжайшим контролем государства.
Основная часть продукции овощеводства поступает на внутренний рынок. Доля экспорта в этом виде сельского хозяйства крайне мала. В последнее время, в связи с некоторым ослаблением таможенного контроля возникает угроза экспансии на австралийский рынок со стороны иностранных производителей. Тем не менее, многие австралийцы убеждены, что овощи и фрукты должны быть только австралийскими.
В 2005 году компания McDonald’s Australia Ltd объявила о том, что она отказывается использовать австралийский картофель при производстве. Был заключен контракт на поставки из Новой Зеландии. Австралийские производители начали мощную политическую кампанию по пропаганде протекционизма.

### Виноделие
Виноделие в Австралии является одной из важных составляющих сельского хозяйства. Доход от экспорта вина составляет примерно AU$ 2,3 млрд. В штатах Новый Южный Уэльс, Виктория, Западная и Южная Австралия располагаются четыре крупнейших винодельческих региона: Долина Баросса (англ. Barossa Valley), Санрайзия (англ. Sunraysia), Маргарет-Ривер (англ. Margaret River) и Долина Хантер (англ. Hunter Valley).

### Животноводство
Животноводство в Австралии осуществляется на крупных землевладениях, называемых Станциями. Общий доход от экспорта мяса составляет около AU$ 996.5 млн. Доход от экспорта КРС составляет около AU$ 662 млн, от экспорта баранины — AU$ 323 млн. Крупнейшим потребителем австралийского мяса является Индонезия.
| Забой скота    | Тысяч голов |
| -------------- | ----------- |
| Говядина       | 8,587       |
| КРС (экспорт)  | 797         |
| Овчина         | 14,441      |
| Баранина       | 17,400      |
| Овцы (экспорт) | 6,443       |
| Свинина        | 5,402       |
| Птица          | 416,000     |

#### Говядина
Производство говядины является крупнейшей сельскохозяйственной отраслью и одним из основных видов промышленности в Австралии. Страна занимает второе место (после Бразилии) по уровню экспорта говядины в мире. Говядину производят во всех штатах и территориях. Общая площадь пастбищ составляет более 200 млн га. Производство говядины зависит от экспортных рынков, поскольку более 60 % говядины экспортируется, главным образом, в США, Корею и Японию. Во время вспышки заболеваемости коровьим бешенством в Канаде, Японии и США, австралийская промышленность получила огромные преимущества, так как официально болезни на континенте не было.
В отличие от способов разведения КРС в других странах, австралийский скот выращивают на пастбищах, не добавляя искусственных кормов.
КРС приплыл в Австралию с первыми европейскими поселенцами. В настоящее время поголовье состоит в основном из британских и европейских пород, в южных районах также присутствуют породы Абердин-ангус и Герефорд. В северной части Австралии присутствуют породы, скрещенные с Зебу, которые легче переносят жаркий климат и имеют более высокую сопротивляемость паразитам.

#### Баранина
В последние годы баранина становится все более важным продуктом, поскольку сельскохозяйственные производители стали переключаться с производства шерсти на производство баранины. Экспорт КРГ и овец из Австралии в страны Азии и Ближнего Востока составляет большую часть общего экспорта мяса. Экспорт живых овец был взят под жесткий контроль после случая в 2003 году, когда партия из 52,000 животных была возвращена из Саудовской Аравии из-за подозрений в заболевании Контагиозным пустулёзным дерматитом. Подозрения не оправдались, и партия овец была отправлена в Эритрею.

#### Свинина
В Австралии насчитывается около 2000 сельскохозяйственных производителей в области свиноводства, которые поставляют около 5 миллионов голов в год. При том, что доля свиноводства на мировой арене не велика (около 0,4 % от мирового производства), данный сектор производства обеспечивает положительное влияние на региональную и государственную экономики страны за счет увеличения доходов и занятости. Общий доход от свиноводства составляет примерно AU$ 2,6 млрд.

### Молочное животноводство
На четвёртом месте в общем объёме австралийского экспорта сельскохозяйственной продукции располагается экспорт молочной продукции.
До 1980 года рынок молочной продукции, в особенности внутренний, находился под жестким контролем. Данная мера защищала мелких фермеров Северной территории, производящих молочную продукцию для местных рынков. С 1986 года в Австралии стали вводить план Керина, который должен дерегулировать цены на рынке молочных продуктов.
Рост австралийской молочной промышленности зависит от расширения экспортных рынков. Экспорт, как ожидается, продолжит расти в течение долгого времени, особенно в страны Азии и Ближнего Востока.

### Рыболовство
Валовая стоимость продукции рыболовства и аквакультуры составляет примерно AU$ 2,3 млрд. Доля этого сектора сельскохозяйственной промышленности постоянно возрастает и в настоящее время составляет около 32 %. Доля экспорта рыбной продукции составляет около AU$ 1,84 миллиарда. Основные морепродукты, экспортируемые Австралией — лангусты, креветки, тунец и морское ушко.

### Шерсть
Одним из важнейших продуктов австралийского сельского хозяйства является шерсть. Австралийская шерстяная промышленность признана во всем мире благодаря производству самого высококачественного мутона. Начиная с 2001 года австралийское производство шерсти составляет 9 % мирового производства. При этом Австралия доминирует в секторе тонкой шерсти, производя 50 % мутона в мире. Хотя овец выращивают по всей Австралии, 36 % поголовья находится в Новом Южном Уэльсе.
Отрасль ориентирована на экспорт. Исторически сложилось, что до 90 % австралийской шерсти экспортируется. Большая часть австралийской шерсти продается компании Woolmark.

### Хлопок
Австралия также производит значительное количество хлопка. В большинстве своём хлопок генетически модифицирован с целью повышения устойчивости к гербициду Roundup и активного уничтожения вредителей за счет выделения токсина Bacillus thuringiensis (Bt-хлопка).

## Проблемы
Основные проблемы, стоящие перед сельским хозяйством в Австралии — засуха, низкое плодородие почв, сорняки, глобальное потепление, вызванное изменением климата, биобезопасность (биологические угрозы, исходящие от импортных продуктов и животноводства), тарифы на австралийский экспорт в странах-импортерах (в частности, в Европе и Японии), колебания курсов валют и нестабильность цен.

## Важность искусственного орошения
Из-за большой площади пустынь в Австралии, а также нерегулярного выпадения осадков, искусственное орошение необходимо для сельского хозяйства. Общая валовая стоимость орошения земель сельскохозяйственного производства в 2004–2005 годах составило AU$ 9076 млн (в 2000–2001 годах – AU$ 9618 млн). Валовая стоимость орошаемых земель сельскохозяйственного производства составляет около четверти (23%) валовой стоимости сельскохозяйственных товаров, произведенных в Австралии менее чем на 1% сельскохозяйственных земель.
К примеру, в 2004–2005 годах, из 12,191 ГЛ (гигалитров (т.е. млн.м³)) воды, потребляемых в сельском хозяйстве, на молочное животноводство пришлось 18% (2276 ГЛ), на орошение пастбищ – 16% (1928 ГЛ), на производство хлопка 15% (1822 ГЛ) и сахара 10% (1269 ГЛ).